# قائمة المباني الشاهقة في زيمبابوي

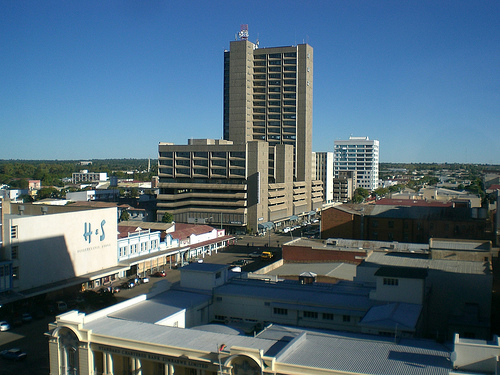
اتفاقية التنوع البيولوجي في بولاوايو

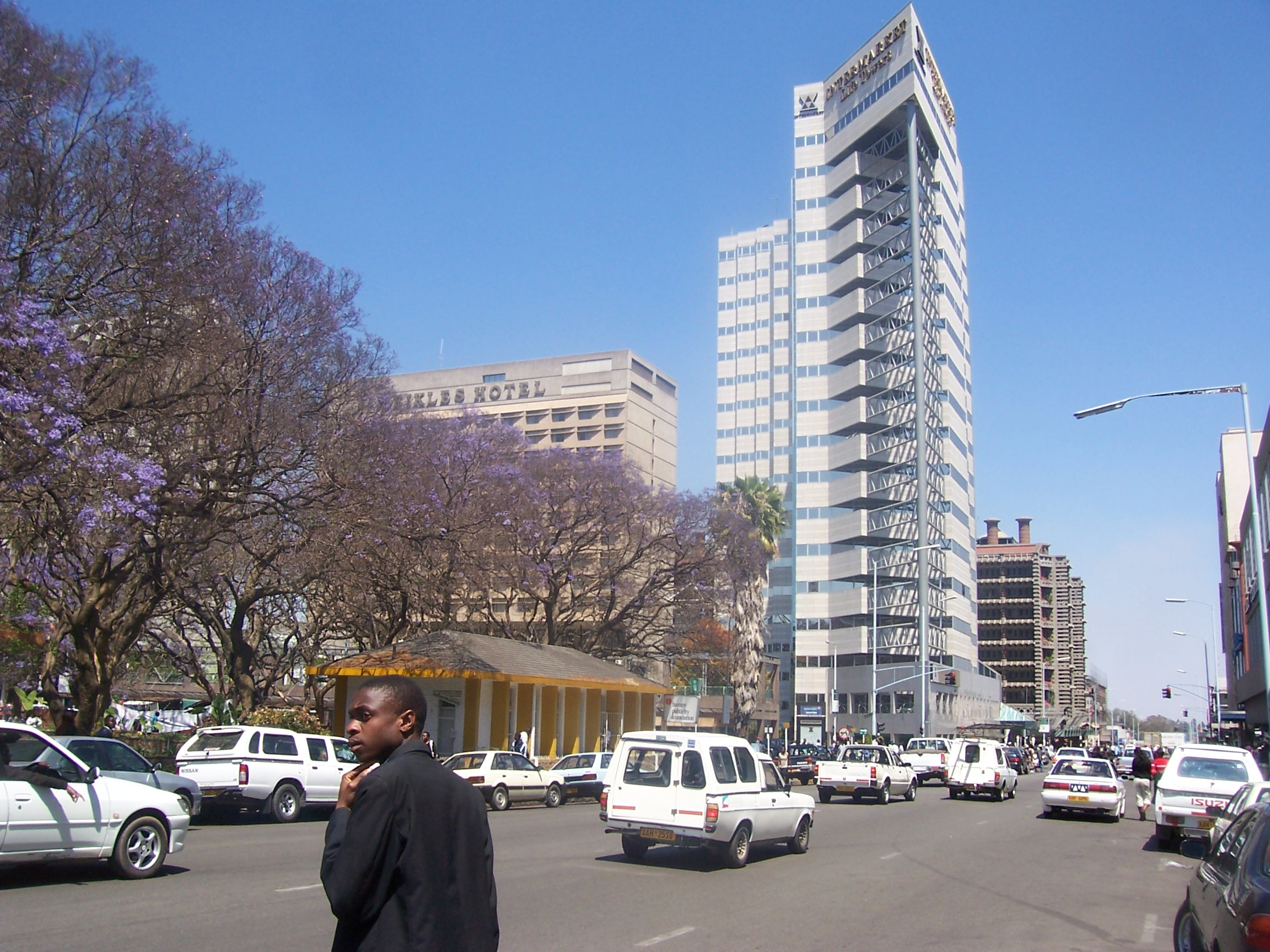
ناطحات سحاب حديثة في هراري

يوجد في زيمبابوي 13 مبنى يزيد ارتفاعها عن 70 مترًا (230 قدمًا). أطول مبنى في زيمبابوي ليس RBZ حيث يتكون من (28 طابقًا ، ارتفاع 120 مترًا) ، ولا حتى أي مبنى في هراري. أطول مبنى في زيمبابوي هو مبنى المؤسسة المصرفية الأفريقية (abc) حيث يتكون من (33 طابقًا وطوله 141 مترًا) في زفيشافان ، وقد تم الانتهاء منه في عام 1976 بواسطة John Graham Architects
هراري ، عاصمة زيمبابوي ، حيث تتركز معظم المباني العالية في البلاد. ثاني أطول مبنى في زيمبابوي هو 28 طابقًا ، مبنى بنك الاحتياطي الجديد في هراري وهو 120 متر (394 قدم) طويل القامة.
اعتبارًا من أبريل 2012 ، يوجد في البلاد 4 ناطحات سحاب يزيد ارتفاعها عن 100 متر (328 قدمًا) و 30 مبنى شاهق يزيد ارتفاعها عن 35 مترًا (115 قدمًا).
لا توجد حاليًا مشاريع شاهقة كبرى قيد الإنشاء أو مقترحة في الدولة.

## البنايات
هذه القائمة تصنف المرتفعات الشاهقة في زيمبابوي والتي لا تقل عن 70 متر (230 قدم) ، بناءً على قياس الارتفاع القياسي. يتضمن ذلك الأبراج والتفاصيل المعمارية ولكنه لا يشمل صواري الهوائي.
| بناء                     | ارتفاع            | طوابق | منجز | مدينة    |
| ------------------------ | ----------------- | ----- | ---- | -------- |
| برج بنك الاحتياطي الجديد | 120 متر (390 قدم) | 28    | 1997 | هراري    |
| مقر NRZ                  | 110 متر (360 قدم) | 23    | 1985 | بولاوايو |
| مدينة جوانا              | 105 متر (344 قدم) | 24    | 2010 | هراري    |
| مركز كاريغامومبي         | 92 متر (302 قدم)  | 20    | 1985 | هراري    |
| ليفينجستون هاوس          | 80 متر (260 قدم)  | 20    | ؟ ؟  | هراري    |
| ابراج ميلينيوم           | 77 متر (253 قدم)  | 19    | 2000 | هراري    |
| مبنى ايرل جراى           | 76 متر (249 قدم)  | 21    | ؟ ؟  | هراري    |
| مبنى كاغوفي              | 73 متر (240 قدم)  | 18    | ؟ ؟  | هراري    |
| مركز التبادل القديم      | 72 متر (236 قدم)  | 18    | ؟ ؟  | هراري    |
| أبراج كينيلورث           | 75 متر (246 قدم)  | 20    | 1988 | بولاوايو |

| بناء                                  | ارتفاع              | طوابق | الانتهاء (مخطط) | مدينة    |
| ------------------------------------- | ------------------- | ----- | --------------- | -------- |
| مبنى المؤسسة المصرفية الأفريقية (abc) | 141.1 متر (463 قدم) | 33    | 1976            | زفيشافان |